# Сандерсвілл (Міссісіпі)
Сандерсвілл (англ. Sandersville) — місто (англ. town) в США, в окрузі Джонс штату Міссісіпі. Населення — 636 осіб (2020).

## Географія
Сандерсвілл розташований за координатами 31°47′15″ пн. ш. 89°2′10″ зх. д. / 31.78750° пн. ш. 89.03611° зх. д. (31.787629, -89.036069).  За даними Бюро перепису населення США в 2010 році місто мало площу 12,92 км², з яких 12,82 км² — суходіл та 0,10 км² — водойми.

## Демографія
Згідно з переписом 2010 року, у місті мешкала 731 особа в 302 домогосподарствах у складі 201 родини. Густота населення становила 57 осіб/км².  Було 358 помешкань (28/км²).
Расовий склад населення:
| - 92,6 % — білих - 6,0 % — чорних або афроамериканців - 0,7 % — корінних американців - 0,5 % — азіатів |

До двох чи більше рас належало 0,0 %. Частка іспаномовних становила 0,8 % від усіх жителів.
За віковим діапазоном населення розподілялося таким чином: 21,1 % — особи молодші 18 років, 58,2 % — особи у віці 18—64 років, 20,7 % — особи у віці 65 років та старші. Медіана віку мешканця становила 44,0 року. На 100 осіб жіночої статі у місті припадало 89,4 чоловіків;  на 100 жінок у віці від 18 років та старших — 81,4 чоловіків також старших 18 років.
Середній дохід на одне домашнє господарство  становив 53 651 долар США (медіана — 38 438), а середній дохід на одну сім'ю — 66 002 долари (медіана — 55 833). За межею бідності перебувало 11,1 % осіб, у тому числі 9,2 % дітей у віці до 18 років та 22,3 % осіб у віці 65 років та старших.
Цивільне працевлаштоване населення становило 304 особи. Основні галузі зайнятості: виробництво — 20,1 %, роздрібна торгівля — 19,4 %, освіта, охорона здоров'я та соціальна допомога — 11,5 %, сільське господарство, лісництво, риболовля — 11,2 %.